# オーリティビング島
オーリティビング島 (英語: Aulitiving Island) は、カナダ、ヌナブト準州のクィキクタアルク地域にある無人島。島はデービス海峡の側の、バフィン島のイサベラ湾に位置する。バフィン島のヘンリー・ケーター半島の北にあり、北極諸島の一部である。オーリティビク島は19.5 km (12.1 mi)西にある。

## 地理
島の面積は78 km2 (30 sq mi)。